# Глуниаранн
Глуниаранн (др.-сканд. Járnkné, буквально «Железное Колено») — викингский лидер, который, возможно, правил в Дублинском королевстве. Предположительно, происходил из скандинавской династии Уи Имар (дом Ивара).

## Биография
Анналы Ульстера сообщают о Глуниарране единственный раз в 895 году, когда он во главе дублинских викингов захватил и разграбил Арму, взяв в плен 710 человек.
Анналы четырёх мастеров передают, что в 895 году дублинские «иностранцы» (так ирландцы называли викингов) под командованием Глуниаранна разграбили Арму, захватив в плен семьсот десять человек.
Клер Даундхэм предполагал, что, возможно, Глуниаранн стал преемником Ситрика Мак Имара на дублинском престоле. В 880-х и 890-х годах Дублинское королевство переживало изнурительные династические конфликты. Ирландские анналы ничего не сообщают о происхождении Глуниаранна, но это имя позднее используется членам династии Уи Имар, что, возможно, указывает на семейную связь между Глуниаранном и Иваром. Дальнейшая судьба Глуниаранна неизвестна. В Анналах четырёх мастеров упоминается Глунтрадна мак Глуниарайнн, который, скорее всего, приходился сыном Глуниаранну. В 896 году ирландцы в Ольстере умертвили Амлайба, внука Имара, и Глунтранда мак Глуниарайнна, а также вместе с ними 800 викингов.
«Хроники скоттов» (Chronicon Scotorum) также описывают гибель сына Глуниаранна, но не добавляют никакой дополнительной информации.